# Simon Capra Aurea
Simon Capra Aurea (fl. XII secolo) è stato un presbitero e poeta francese, attivo, come canonico, presso l'Abbazia di San Vittore a Parigi nel corso del XII secolo.

## Biografia
Si crede che Enrico I di Champagne gli abbia commissionato tre poemi, in latino, basati sulla Guerra di Troia, comprendenti un riassunto dell'Eneide e dell'Iliade Nel suo Ylias, Simon attinse a Frigii Daretis Yliados libri sex di  Giuseppe Iscano e all'Eneide di Virgilio. La versione più estesa di questo poema è costituita da 994 versi. Albert C. Friend ha sostenuto che Chaucer, si ispirò al lavoro di Simon e all'originale di Virgilio per la sua versione dell'Eneide. Simon viene inoltre accreditato della composizione di una serie di epitaffi dedicati a San Bernardo.